# Kluczarky (stacja kolejowa)
Kluczarky (ukr. Ключарки, ros. Ключарки, węg. Várkulcsa) – stacja kolejowa w miejscowości Kluczarky, w rejonie mukaczewskim, w obwodzie zakarpackim, na Ukrainie. Leży na linii Lwów – Stryj – Batiowo – Czop.
Przed II wojną światową w tym miejscu znajdował się przystanek kolejowy.